# Шенгельди (Отирарський район)
Шенгельди́ (каз. Шеңгелді) — село у складі Отирарського району Туркестанської області Казахстану. Входить до складу Коксарайського сільського округу.
Населення — 656 осіб (2021; 561 у 2009, 581 у 1999, 639 у 1989).